# Vlag van Vlaardingen

de vlag van Vlaardingen

Van de vlag van Vlaardingen wordt eerst gesproken in 1857. Op 1 juli 1971 is de vlag officieel als gemeentevlag vastgesteld.
In 1857 verzocht de minister van binnenlandse zaken, waarschijnlijk vanwege de invoering van de nieuwe Visserijwet, aan de commissaris des Konings in Zuid-Holland mee te delen of door de rederijen in de provincie, behalve de nationale vlag, ook een plaatselijke vlag werd gevoerd, alsook hem eventueel daarvan een gekleurde tekening toe te zenden. Op verzoek van de commissaris zond het gemeentebestuur van Vlaardingen een afbeelding, waarschijnlijk getekend door Hugo Maarleveld (1833-1886), een Vlaardingse kunst-, huis- en decoratieschilder. De kleuren van de stadsvlaggen werden meestal ontleend aan die van de stadswapens. De kleuren van de vlag zijn gelijk aan die van het wapen: een rode leeuw met blauwe tong en dito nagels op een gouden (geel) schild. Dit wapen werd door de stad al eeuwenlang gevoerd.
De Hoge Raad van Adel stelde echter op 24 juli 1816 het Vlaardingse gemeentewapen aldus vast: een rode leeuw op een gouden schild. De blauwe tong en dito nagels, die ook voorkomen in het wapen van Zuid-Holland, zijn bij de aanvraag van het gemeentewapen weggevallen, vermoedelijk omdat de gemeente bij de aanvraag van het wapen geen gekleurde tekening, maar uitsluitend een zegelafdruk indiende, en deze details bij de verlening van het wapen over het hoofd werden gezien.
De vlag bestaat uit drie liggende banen, de bovenste rood, de middelste geel en de onderste blauw, waarbij het doek de vorm heeft van een rechthoek, waarvan de lengte zich verhoudt tot de hoogte als drie staat tot twee.
De kleurcode van de vlag is als volgt:
|       | R   | G   | B   | #HEX    |
| ----- | --- | --- | --- | ------- |
| Rood  | 174 | 28  | 39  | #AE1C27 |
| Geel  | 255 | 255 | 0   | #FFFF00 |
| Blauw | 33  | 70  | 140 | #21468C |

|       | C  | M  | Y   | K  |
| ----- | -- | -- | --- | -- |
| Rood  | 0  | 84 | 78  | 32 |
| Geel  | 0  | 0  | 100 | 0  |
| Blauw | 76 | 50 | 0   | 45 |